# صموئيل ويلسون (سياسي)
صموئيل ويلسون (بالإنجليزية: Samuel Wilson)‏ هو سياسي أسترالي، ولد في 7 فبراير 1832، وتوفي في 11 يونيو 1895. نشط حزبياً في حزب المحافظين. في الانتخابات العمومية البريطانية 1886 ‏، انتخب عضو برلمان المملكة المتحدة الـ24 عن دائرة Portsmouth (UK Parliament constituency) ‏ خلال فترته النيابية ‏ (1 يوليو 1886 – 28 يونيو 1892).